# Chone (Magna Grecia)
Chone (Χώνη in Strabone) fu un'antica città della Magna Grecia, sorta nel territorio dell'alto ionio crotonese.

## Storia
Secondo il mito riportato dalle fonti storiche antiche (Strabone, Apollodoro, Licofrone, Antioco di Siracusa, Stefano di Bisanzio) sarebbe stata fondata, in età micenea, da Filottete, sulle colline interne prospicienti l'alto Ionio crotonese, assieme alle città di Petelia (Strongoli), Macalla (zona "Murge") e Krimisa (Cirò marina). La tradizione storico letteraria identifica questi insediamenti come relativi alle popolazioni dei Choni. 
Strabone, nel VI libro dell'opera storica "Geografia" (VI, 1,3) la pone "in posizione più elevata" di Krimisa (odierna Cirò marina), all'interno rispetto ad essa, nell'alto Ionio crotonese ed alla sinistra del fiume Neto.
Per alcuni studiosi (Giovanni Giuranna, Anna Russano Cotrone, Ofelia Giudicissi, Carmine Gentile) la città era estesa, per fattorie sparse, lungo la vasta area territoriale in cui sorge l'attuale paese di Pallagorio ed accentrata nella contrada che tuttora conserva il nome di "Cona": ciò alla luce delle indicazioni geografiche di Strabone che corrispondono con l'area descritta, della toponomastica del luogo che conserva tuttora il nome di "Cona" , "Tre fontane di Cona", "Serre di Cona" , "Cone-celle" "Coni-selle", e dei numerosi ritrovamenti archeologici (frammenti di mura, statue votive, suppellettili, anfore, tombe) di età arcaica e magno-greca rinvenute in quel territorio, tra cui, notevoli e suggestivi, i resti di un'antica necropoli e simulacri riferibili al culto orfico.
Altre localizzazioni sono state proposte: Casabona, Cariati, ecc.
Tuttavia l'interpretazione, più recente, derivante l'interpretazione dei dati archeologici, indica che l'area di Krimisa, si trovava vicina al mare, a Punta Alice, ove poi sarebbe stato insediato il tempio di Apollo Aleo. Qui avveniva l'incontro dei viaggiatori Greci con la gente "non greca". La popolazione indigena, "non greca", era invece quella dislocata per nuclei verso le alture e che ha il principale punto di riferimento tra i colli Cozzo Leone, Sant'Elia, Serra Sanguigna e nell'odierna Cirò superiore, ed è qui la zona in cui va collocata la mitica Chone.